# Университет Ниццы — Софии Антиполис
Университет Ниццы — Софии Антиполис (фр. Université de Nice Sophia-Antipolis) — университет, расположенный в Ницце (Франция) и её окрестностях. Основан в 1965 году. В состав университета входит 8 факультетов, 2 института и инженерная школа.

## История
История учебного заведения начинается в XVII веке, когда в городе была основана юридическая школа. Официальной датой основания университета как мультидисциплинарного учебного заведения является 1965 год.
В 1989 году к названию «Университет Ниццы» было добавлено Софии Антиполис. Это было сделано, чтобы подчеркнуть связь с технологическим парком София Антиполис, расположенным неподалёку.